# Michel Alcaine
Michel Alcaine, né le 26 juin 1965 à Ornolac-Ussat-les-Bains (Ariège), est un coureur cycliste français handisport.

## Biographie
Il remporte la médaille de bronze en course en ligne sur route aux Jeux paralympiques d'été de 2004. Aux Championnats d'Europe 2005, il est médaillé de bronze en course en ligne sur route et en poursuite sur piste.